# Желько Филипович
Желько Филипович (словен. Željko Filipović, нар. 3 жовтня 1988, Любляна) — словенський футболіст, півзахисник клубу «Марибор».
Виступав, зокрема, за клуби «Боніфіка» та «Олімпію», а також національну збірну Словенії. П'ятиразовий чемпіон Словенії. Дворазовий володар Кубка Словенії. Чотириразовий володар Суперкубка Словенії.

## Клубна кар'єра
У дорослому футболі дебютував 2006 року виступами за команду клубу «Боніфіка», в якій провів два сезони, взявши участь у 26 матчах чемпіонату. 
Своєю грою за цю команду привернув увагу представників тренерського штабу клубу «Олімпія», до складу якого приєднався 2008 року. Відіграв за команду один сезон своєї ігрової кар'єри.
2009 року уклав контракт з клубом «Домжале», у складі якого провів наступний рік своєї кар'єри гравця. З 2010 року захищав кольори команди клубу «Копер».
До складу клубу «Марибор» приєднався того ж року. Відтоді встиг відіграти за команду з Марибора 121 матч в національному чемпіонаті.
| Дата       | Місто   | Господарі | Результат | Гості    | Турнір            | Голи | Примітки |
| ---------- | ------- | --------- | --------- | -------- | ----------------- | ---- | -------- |
| 14/8/2013  | Турку   | Фінляндія | 2 – 0     | Словенія | товариський матч  | -    |          |
| 10/9/2013  | Нікосія | Кіпр      | 0 – 2     | Словенія | Відбір до ЧС 2014 | -    |          |
| 19/11/2013 | Целє    | Словенія  | 1 – 0     | Канада   | товариський матч  | -    |          |
| 18/11/2014 | Любляна | Словенія  | 0 – 1     | Колумбія | товариський матч  | -    |          |
| Усього     |         | Матчів    | 4         |          | Голів             | 0    |          |

## Титули і досягнення
- Чемпіон Словенії (5):

«Марибор»: 2010-11, 2011-12, 2012-13, 2013-14, 2014-15;
- Володар Кубка Словенії (3):

«Марибор»: 2011-12, 2012-13, 2015-16;
- Володар Суперкубка Словенії (4):

«Копер»: 2010;
«Марибор»: 2012, 2013, 2014.
- Володар Суперкубка Білорусі (1):

«Динамо-Берестя»: 2018.
- Володар Кубка Білорусі (1):

«Динамо-Берестя»: 2017-18